# Hjernevask
Hjernevask (Hjärntvätt) är en norsk populärvetenskaplig dokumentärserie av komikern Harald Eia och Ole-Martin Ihle. Den sändes i sju avsnitt på NRK våren 2010. Runt 600 000 såg premiären och serien skapade sedan stor debatt i Norge. Enligt Eia och Ihle användes Steven Pinkers bok Ett oskrivet blad som inspiration för dokumentärserien.

## Utmärkelser
För programserien fick Eia Fritt Ords pris som ges till anmärkningsvärda ansträngningar för att främja yttrandefrihet.

## Hjernevask och genusvetenskap i Norge
Ibland förekommer påståendet att serien bidrog till att Norges forskningsråd drog in allt stöd till genusvetenskap i Norge. Norges forskningsråd säger dock att det är ett missförstånd över att ett riktat forskningsbidrag avslutades på grund av att genusvetenskapen ansågs klara sig bra vad gäller forskningsbidrag i allmänhet, och även i framtiden förväntas norsk forskning ta hänsyn till genusaspekter.

## Internationellt
Efter den stora framgången i Norge 2010 har Sveriges Television (SVT) kontaktats av flera programmakare för att göra en svensk version.
Harald Eia kontaktade SVT för att sända serien men SVT tackade nej. David Eberhard berättade 2017 att han, något år efter det norska programmet hade sänts, tillsammans med Erik Hörstadius och Karin af Klintberg hade velat göra en svensk variant av programmet men att SVT inte var intresserade. Även Aron Flam hade försökt sälja idén till SVT, både att göra en egen svensk version av programmet men även att SVT skulle få sända den norska serien med Harald Eia gratis. Efter att Eberhard skrivit om sina försök i en artikel på sin hemsida blev han kontaktad av en av medskaparna till Hjernevask som även han berättade om misslyckade försök till en svensk version på SVT. SVT tackade även nej när Belinda Olsson och hennes producent efter Fittstim – min kamp (2014) ville göra en svensk version. Istället producerades och sändes Från savannen till Tinder (2021).

## Avsnitt
Hjärntvätt sändes i sju avsnitt på NRK1 under våren 2010 enligt tabellen nedan.
| Nr | Titel                                                | Deltagare | Första sändning |  |
| --- | ---------------------------------------------------- | --- | --------------- |  |
| 1 | «Jämställdhetsparadoxen» ("Likestillingsparadokset") | Anniken Huitfeldt, Jørgen Lorentzen, Cathrine Egeland, Camilla Schreiner, Simon Baron-Cohen, Richard Lippa, Anne Campbell, Trond Diseth | 1 mars 2010     |  |
| Varför söker sig flickor till vårdyrken och pojkar till tekniska yrken, trots att Norge av FN rankas som ett av världens mest jämställda länder? Varför blir arbetsmarknaden mer könssegregerad ju mer ekonomiskt välstånd landet har?                              |                                                      | |                 |  |
| |                                                      | |                 |  |
| 2 | «Föräldraeffekten» ("Foreldreeffekten")              | Gudmund Hernes, Willy Pedersen, Judith Rich Harris, Hans Olav Tungesvik, Robert Plomin | 8 mars 2010     |  |
| Hur stor påverkan har föräldrarna för barnen? Går intelligens i arv? |                                                      | |                 |  |
| |                                                      | |                 |  |
| 3 | «Homo-/heterosexualitet» ("Homo/hetero")             | Sturla Berg Johansen, Thomas Folkestad, Jørgen Lorentzen, Agnes Bolsø, Nils Axel Nissen, Gerulf Rieger, Ricard Lippa, Simon LeVay, Arve Sørum, Glenn Wilson | 15 mars 2010    |  |
| Är homosexualitet medfött eller någon som väljs? Kan man se om en person är homosexuell? Är det skillnader mellan en heterosexuell och en homosexuells hjärna? |                                                      | |                 |  |
| |                                                      | |                 |  |
| 4 | «Våld» ("Vold")                                      | Hedda Giertsen, Richard Nisbett, Erling Sandmo, Ingvild Forbord, Marit Clementz, Steven Pinker, Ragnhild Bjørnebekk, Inger Lise Lien, David Buss | 22 mars 2010    |  |
| Är folk från vissa kulturer mer aggressiva än andra? Är behovet för hämnd inlärt eller medfött? |                                                      | |                 |  |
| |                                                      | |                 |  |
| 5 | «Tillfälligt sex» ("Tilfeldig sex")                  | Willy Pedersen, Jørgen Lorentzen, Leif Edward Kennair, Anne Campbell, Gro Isachsen, Martine Aurdal, Richard Lippa, David Buss | 5 april 2010    |  |
| Finns det biologiska skäl för att män har en större tendens än kvinnor att önska obegränsat sex? Är kyskhetsidealet som kvinnor i större utsträckning än män har ett resultat av en evolutionär strategi, eller är det en historisk arv från den viktorianska eran? |                                                      | |                 |  |
| |                                                      | |                 |  |
| 6 | «Ras» ("Rase")                                       | Trond Thorbjørnsen, Knut Olav Åmås, Cathrine Sandnes, Charles Murray, Richard Nisbett, Richard Lynn. | 12 april 2010   |  |
| Finns det genetiska skillnader mellan olika folkslag, och hur stora är skillnaderna mellan oss? |                                                      | |                 |  |
| |                                                      | |                 |  |
| 7 | «Arv eller miljö» ("Født sånn eller blitt sånn")     | Jørgen Lorentzen, Knut Olav Åmås, Agnes Bolsø, Trond H. Diseth, Nils Axel Nissen, Martine Aurdal, Hedda Giertsen, Cathrine Egeland, Tom Colbjørnsen, Simon Baron-Cohen, Steven Pinker, Leif Edward Ottesen Kennair, Philip Skau, Vigdis Bunkholdt, Simon LeVay. | 19 april 2010   |  |
| Är vi födda till eller har blivit så - varför uppför vi oss som vi gör? |                                                      | |                 |  |